# 水野啓

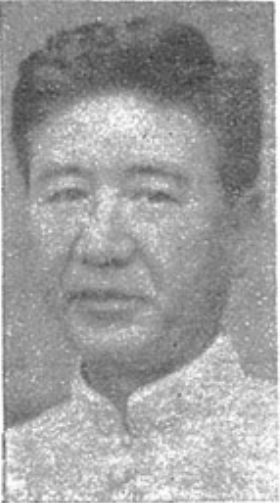
水野啓

水野 啓（みずの けい、1885年（明治18年）8月18日 - 没年不明）は、大正から昭和時代前期の台湾総督府官僚。

## 経歴・人物
水野桃太郎の三男として福井県南条郡武生町（現・越前市）に生まれる。1908年（明治41年）9月、日本大学法律科専門部を卒業し、1912年（明治45年）7月、台湾総督府巡査として赴任する。
台北州・高雄州各警察所勤務、鳳山郡警務課長、岡山郡警務課長、澎湖庁警務課長、台北南警察所長、台南州虎尾郡守などを歴任し、1940年（昭和15年）1月に退官し、台湾故銅鉄屑統制の代表となった。